# Christina Ricci

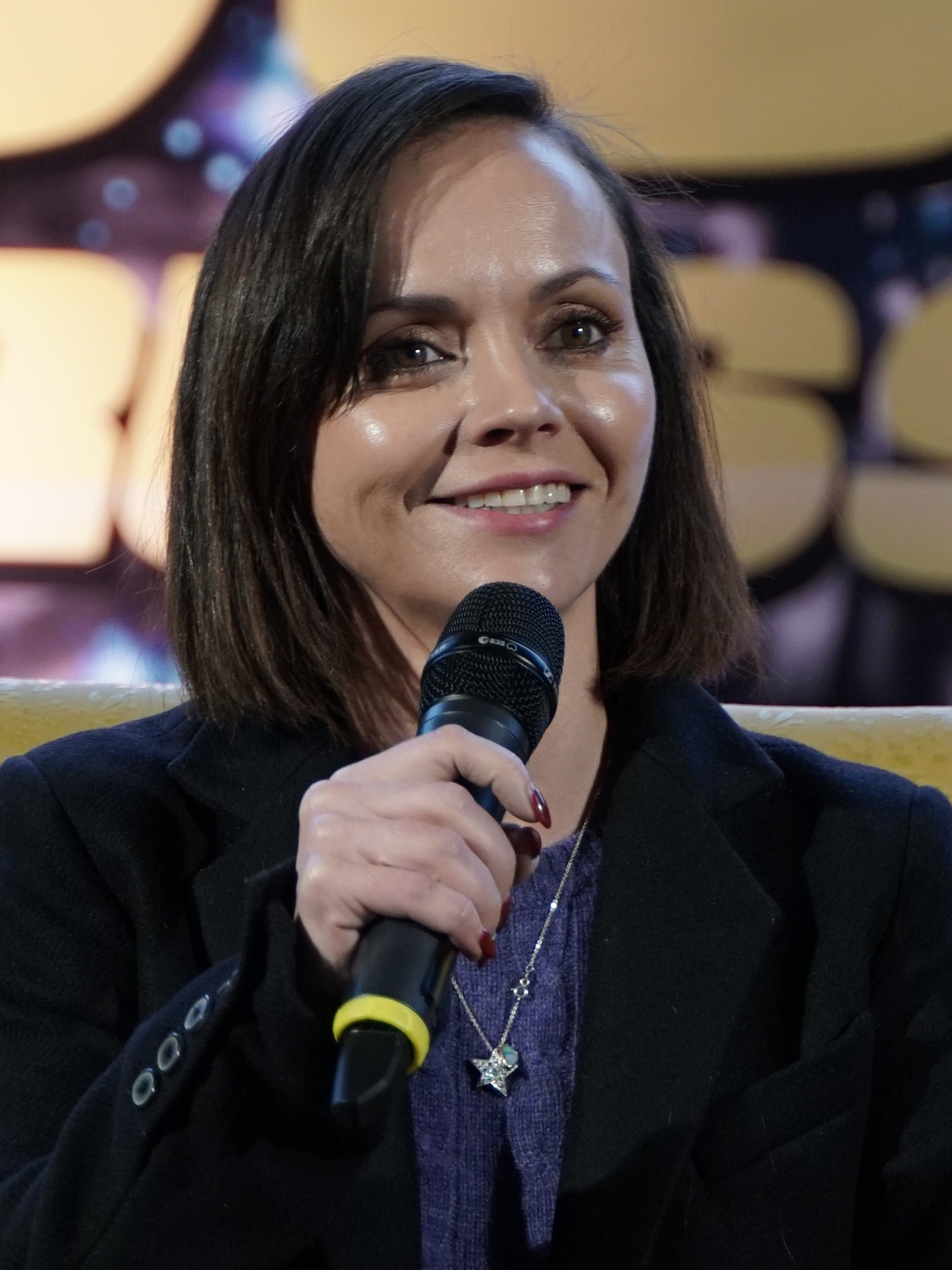
Christina Ricci (2020)

Christina Ricci (* 12. Februar 1980 in Santa Monica, Kalifornien) ist eine US-amerikanische Schauspielerin.

## Leben und Karriere

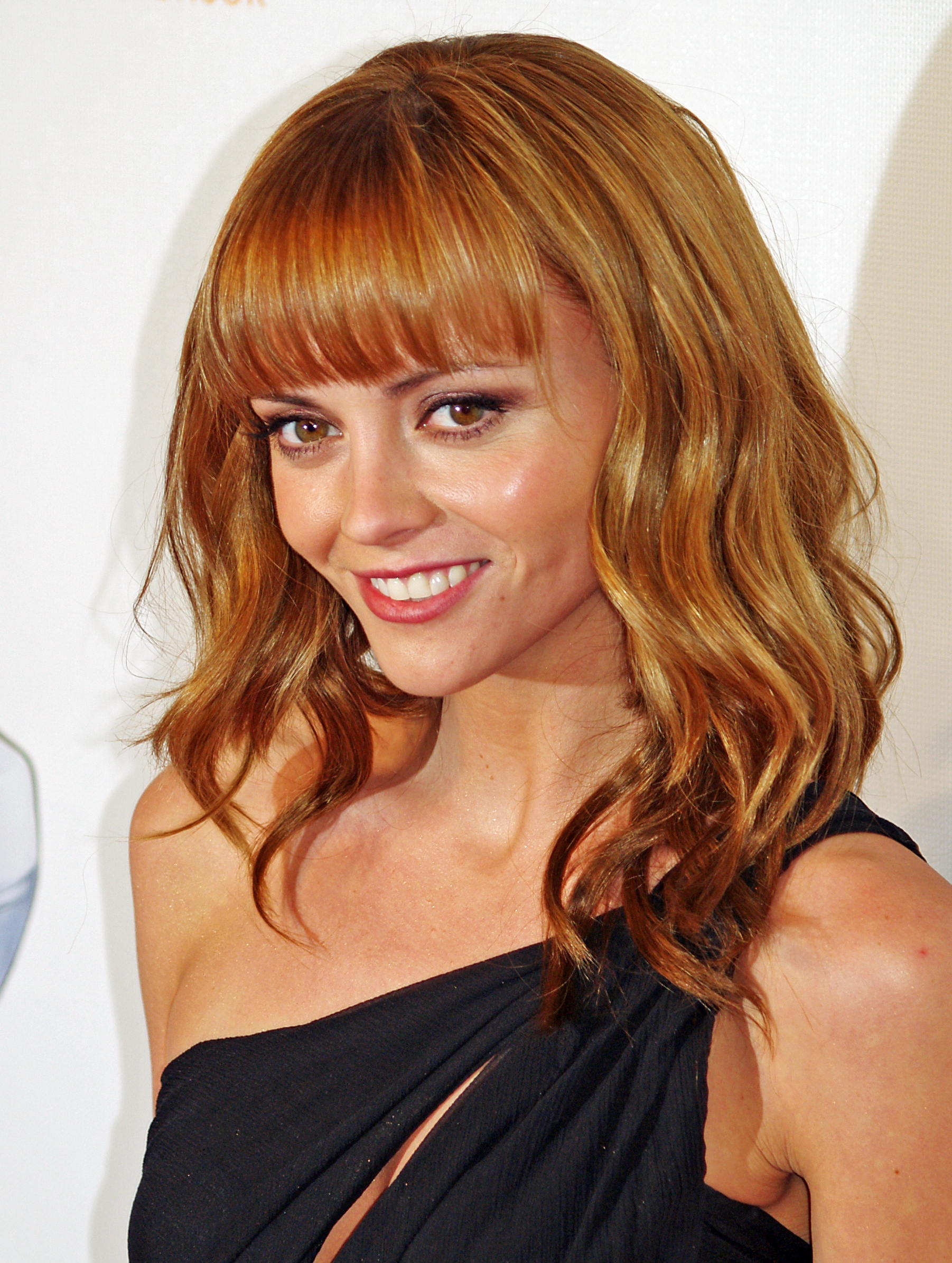
Christina Ricci beim Tribeca Film Festival 2008

Ricci wuchs als jüngstes von vier Kindern auf. Nachdem sie mit ihrer Familie an die Ostküste umgezogen war, ging sie in New Jersey zur Schule, wo sie bei einer Weihnachtsaufführung der Theatergruppe eher zufällig von einem Filmkritiker entdeckt wurde. Nach Auftritten in einigen Werbespots startete Ricci mit zehn Jahren an der Seite von Cher und Winona Ryder in dem 1990 erschienenen Film Meerjungfrauen küssen besser ihre Schauspielkarriere. Ein Jahr später folgte eine kleine Rolle in Auf die harte Tour. Mit der Rolle der mysteriösen Wednesday Addams in Addams Family und deren Nachfolger Die Addams Family in verrückter Tradition (1993) gelang ihr der Durchbruch als Kinderstar. Für diese Leistungen erntete sie viel Lob und Anerkennung. Nach dem folgenden Film Now and Then – Damals und heute vollzog sie den Schritt vom Kinderstar zur ernstzunehmenden Schauspielerin.
Sie trat in der Folgezeit in Independentfilmen auf, als der taiwanische Regisseur Ang Lee sie 1997 für sein Gesellschafts-Drama Der Eissturm besetzte. Mit der Verkörperung der frühreifen 14-Jährigen Wendy Hood konnte Ricci viele Kritiker von ihrer schauspielerischen Reife überzeugen. Für ihre Rolle im Film The Opposite of Sex – Das Gegenteil von Sex wurde sie 1999 für den Independent Spirit Award und für den Golden Globe nominiert. Tim Burtons düsterer Film Sleepy Hollow markierte ihre Rückkehr zum Hollywood-Film. Für ihre Rolle an der Seite von Johnny Depp wurde sie 2000 für den Young Artist Award nominiert und gewann den Saturn Award.
In der Amazon-Video-Serie Z: The Beginning of Everything übernahm sie die Hauptrolle der Zelda Sayre. 2022 spielte Ricci in der Netflix-Serie Wednesday die Rolle einer Lehrerin. Die Titelrolle übernahm diesmal Jenna Ortega.
Neben der Arbeit als Darstellerin ist Ricci seit Prozac Nation – Mein Leben mit der Psychopille auch als Filmproduzentin tätig.
Am 6. März 2025 wurde Ricci mit einem Stern auf dem Hollywood Walk of Fame geehrt.

## Persönliches
Bei den Dreharbeiten zu Pan Am lernte sie 2012 James Heerdegen kennen. Im Herbst desselben Jahres verlobte sich das Paar; 2013 erfolgte die Heirat, ein gemeinsamer Sohn wurde im August 2014 geboren. Am 2. Juli 2020 reichte Ricci die Scheidung ein. Im Oktober 2021 heiratete sie Mark Hampton. Im Dezember des gleichen Jahres wurden sie Eltern einer Tochter.

## Filmografie (Auswahl)

### Filme und Serien
- 1990: H.E.L.P. – Das Rettungsteam im Einsatz (H.E.L.P., Fernsehserie, Folge 1x02 Are You There, Alpha Centauri?)
- 1990: Meerjungfrauen küssen besser (Mermaids)
- 1991: Auf die harte Tour (The Hard Way)
- 1991: Addams Family (The Addams Family)
- 1993: Die Addams Family in verrückter Tradition (Addams Family Values)
- 1995: Gold Diggers – Das Geheimnis von Bear Mountain (Gold Diggers: The Secret of Bear Mountain)
- 1995: Casper
- 1995: Now and Then – Damals und heute (Now and Then)
- 1996: Schutzlos – Schatten über Carolina (Bastard Out of Carolina)
- 1996: Last of the High Kings
- 1997: Dieser verflixte Kater (That Darn Cat)
- 1997: Der Eissturm (The Ice Storm)
- 1998: Buffalo ’66
- 1998: I Woke Up Early the Day I Died
- 1998: Fear and Loathing in Las Vegas
- 1998: The Opposite of Sex – Das Gegenteil von Sex (The Opposite of Sex)
- 1998: John Waters’ Pecker (Pecker)
- 1998: Desert Blue
- 1999: Sleepy Hollow
- 1999: Eine Nacht in New York (200 Cigarettes)
- 2000: In stürmischen Zeiten (The Man Who Cried)
- 2000: Die Prophezeiung (Bless the Child)
- 2001: Prozac Nation – Mein Leben mit der Psychopille (Prozac Nation)
- 2002: Miranda
- 2002: Pumpkin
- 2002: The Laramie Project (Fernsehfilm)
- 2002: The Gathering
- 2002: Malcolm mittendrin (Malcolm in the Middle, Fernsehserie, Folge 3x11 Company Picnic: Part 1)
- 2002: Ally McBeal (Fernsehserie, 7 Folgen)
- 2003: Monster
- 2003: The Fan – Schatten des Ruhms (I Love Your Work)
- 2003: Anything Else
- 2005: Verflucht (Cursed)
- 2005: Joey (Fernsehserie, Folge 1x19 Joey and the Fancy Sister)
- 2006: Grey’s Anatomy (Fernsehserie, 2 Folgen)
- 2006: Penelope
- 2006: Black Snake Moan
- 2006: Home of the Brave
- 2008: Speed Racer
- 2009: New York, I Love You
- 2009: After.Life
- 2009: All’s Faire in Love
- 2010: Alpha and Omega (Stimme)
- 2011: Bucky Larson: Born to Be a Star
- 2011: Pan Am (Fernsehserie 14 Folgen)
- 2012: War Flowers
- 2012: Bel Ami
- 2012: Good Wife (The Good Wife, Fernsehserie, Folge 4x07 Anatomy of a Joke)
- 2013: Die Schlümpfe 2 (The Smurfs 2, Stimme)
- 2013: Around the Block
- 2014: Lizzie Borden (Lizzie Borden Took An Ax, Fernsehfilm)
- 2015: Lizzie Borden – Kills! (The Lizzie Borden Chronicles, Miniserie, 8 Folgen)
- 2015, 2017: Z: The Beginning of Everything (Fernsehserie, 10 Folgen)
- 2016: Mütter & Töchter (Mothers and Daughters)
- 2018: Distorted
- 2019: Escaping the Madhouse – The Nellie Bly Story (Fernsehfilm)
- 2020: Diese 10 Dinge tun wir bevor wir uns trennen (10 Things We Should Do Before We Break Up)
- 2020: Faraway Eyes
- 2020: Percy
- 2020: 50 States of Fright (Fernsehserie, 3 Folgen)
- 2021: Cinema Toast (Fernsehserie, Folge 1x03 Quiet Illness, Stimme)
- 2021: Rick and Morty (Fernsehserie, Folge 5x04 Rickdependence Spray, Stimme)
- seit 2021: Yellowjackets (Fernsehserie)
- 2021: Matrix Resurrections (The Matrix Resurrections)
- 2022: Monstrous
- seit 2022: Wednesday (Fernsehserie)
- 2025: Guns Up

### Musikvideos
- 1990: The Shoop Shoop Song (It’s in His Kiss) – Cher
- 2000: Natural Blues – Moby[7]

## Auszeichnungen

### Preisträgerin
Blockbuster Entertainment Awards
- 2001: Beste Nebendarstellerin für Die Prophezeiung (Bless the Child)
- 2000: Beste Schauspielerin in einem Horrorfilm für Sleepy Hollow (Sleepy Hollow)

Satellite Awards
- 1999: Beste Hauptdarstellerin in einer Komödie oder Musical für The Opposite of Sex – Das Gegenteil von Sex

YoungStar Awards
- 1998: Beste Nachwuchsschauspielerin in einer Komödie für The Opposite of Sex – Das Gegenteil von Sex

Young Artist Awards
- 1990: Beste Junge Nebendarstellerin für Meerjungfrauen küssen besser (Mermaids)

Young Hollywood Awards
- Kategorie: Hottest, Coolest Young Veteran

Seattle International Film Festival
- 1998: Beste Hauptdarstellerin für The Opposite of Sex – Das Gegenteil von Sex

Saturn Award
- 1996: Beste Junge Schauspielerin für Casper
- 2000: Beste Hauptdarstellerin für Sleepy Hollow

### Nominierungen
Emmy Awards
- 2006: Beste Gastdarstellerin in einer Dramaserie für Grey’s Anatomy
- 2022: Beste Nebendarstellerin in einer Dramaserie für Yellowjackets

Golden Globe Awards
- 1999: Beste Hauptdarstellerin – Komödie oder Musical für The Opposite of Sex – Das Gegenteil von Sex
- 2024: Beste Nebendarstellerin – Serie, Mini‐Serie oder TV-Film für Yellowjackets

Screen Actors Guild Award
- 2016: Beste Hauptdarstellerin in einer Miniserie oder Fernsehfilm für Lizzie Borden – Kills!

MTV Movie Awards
- 2004: Bester Kuss (mit Charlize Theron) für Monster

Independent Spirit Awards
- 1999: Beste Hauptdarstellerin für The Opposite of Sex – Das Gegenteil von Sex

Chlotrudis Awards
- 1999: Beste Hauptdarstellerin für The Opposite of Sex – Das Gegenteil von Sex

Teen Choice Awards
- 2002: Beste Hauptdarstellerin in einer Komödie für Pumpkin
- 2000: Beste Hauptdarstellerin in einem Horrorfilm für Sleepy Hollow

Young Artist Awards
- 1993: Beste Junge Nebendarstellerin für Addams Family (The Addams Family)
- 1996: Beste Junge Schauspielerin für Now and Then – Damals und heute (Now and Then)
- 1996: Bestes Schauspielensemble für Now and Then – Damals und heute (Now and Then)
- 1998: Beste Nebendarstellerin für Der Eissturm (The Icestorm)
- 1998: Beste Hauptdarstellerin für Dieser verflixte Kater (That Darn Cat)
- 2000: Beste Hauptdarstellerin für Sleepy Hollow

Academy of Science Fiction, Fantasy and Horror Films
- 1994: Für Addams Family Values – Best Performance by a Younger Actor
- 1993: Für Addams Family – Best Performance by a Younger Actor

## Videospiele
- 2008: Speed Racer (Trixie Synchronisation)
- 2008: The Legend of Spyro: Dawn of the Dragon (Cynder Synchronisation)